# The World's First Iron Man
The World's First Iron Man è il primo album solista di Paul Di'Anno, pubblicato nel 1997.

## Tracce
1. Living in America (cover di James Brown) - 4:48
2. Play That Funky Music - 3:48
3. Forever - 4:20
4. What Am I Gonna Do - 3:35
5. I Ain't Coming Back No More - 4:45
6. I'm All Shook Up - 4:00
7. Caught Your Lie - 3:40
8. Had Enough - 4:12
9. Take These Chains from Me - 4:10
10. Show Some Emotion - 5:04
11. Remember Tomorrow - Live - 5:32
12. Wrathchild - Live - 2:56
13. Children of the Revolution - Live - 4:46
14. Phantom of the Opera - Live - 3:44
15. Sanctuary - Live - 2:42